# La Nuit des loosers vivants
Pour plus de détails, voir Fiche technique et Distribution.
La Nuit des loosers vivants (Die Nacht der lebenden Loser) est un film allemand réalisé par Mathias Dinter, sorti en 2004.

## Synopsis
Philip, Konrad et Wurst sont trois élèves du secondaire qui sont les souffre-douleurs de leurs camarades de classe Philip ne parvient pas à s'exprimer auprès des filles, Wurst fait une fixation sexuelle sur sa professeur, quant à Konrad il tient un journal dans lequel il relate toutes les vexations et brimades dont il est l'objet. La seule qui ne rejette pas le trio est Rebecca, l'amie d'enfance de Philip, mais celle-ci à des activités étranges faisant partie d'un groupe de « gothiques » qui s’intéressent aux cultes vaudous et à tout ce qui s'y rapporte.
Un peu par défi, le trio décide d'accompagner Rebecca à une cérémonie nocturne au cimetière où il est question de réveiller des zombies. Le rituel se déroule sans qu'aucun événement surnaturel ne survienne, le trio reprend la route dépité mais est victime d'un accident mortel. Les trois amis se réveillent à la morgue. Ils découvrent que d'être mort-vivant a de nombreux points positifs : une force surhumaine et illimitée, invulnérabilité à la maladie et pouvoir de séduction.
Avec leurs nouvelles compétences, les trois compères gagnent le respect de leurs camarades, mais Konrad, désireux de se venger des brimades qu'il a subi va plus loin que nécessaire, et en vient entre autres à dévorer son professeur d'éducation physique sadique. Les garçons découvrent aussi les inconvénients de leur nouvelle condition (ils pourrissent et doivent se nourrir de chair humaine). Philip et Wurst recherchent un moyen de redevenir humains tandis que Konrad se complaît dans sa nouvelle condition. Ushi la fille la plus populaire du lycée a quitté Wolff le play-boy de la classe pour se rapprocher de Philip.
Un soir, alors que ses parents sont en province, Philip organise une partie avec tous les élèves. Il prend la précaution d’enfermer et d’attacher Konrad afin qu'il reste tranquille. Wolff qui n'était pas invité entre par effraction dans le sous-sol, y cache des amphétamines et appelle la police. Une série d’événements se déroule alors : Wurst parvient plutôt facilement à coucher avec sa professeur, Philip montée dans chambre avec Ushii se rend compte qu'il est devenu impuissant, et la police arrive mais ne trouve pas de drogue, Konrad ayant avalé toutes les amphétamines s'est libéré, effectue une danse où il imite Michael Jackson, puis mord Wolff qui se transforme en zombie. Philip et Wurst n'ont d'autre solution que le neutraliser en cachant le corps dans le congélateur.
Le lendemain, les parents de Philip sur le chemin du retour écrasent Konrad et le conduisent à l’hôpital. Rebecca, Philip et Wurst préparent un philtre capable d'annuler les effets du rituel. Il leur faut récupérer Konrad et trouver les ingrédients nécessaires à l'élaboration du philtre. Après plusieurs péripéties les trois garçons retrouvent un aspect normal. Wurst file le parfait amour avec sa professeur, Konrad n'a plus personne contre qui se venger et Philip et Rebecca se donnent l'un à l'autre. Le film se termine par une scène dans laquelle Konrad et Wurst vont chercher une boisson fraîche dans le congélateur où le corps de Wolff se trouve toujours...

### Protagonistes
- Philip :  Le « héros » du film, malheureux et humilié par ses parents psychorigides et par ses camarades de classe. Amoureux de la belle Ushii qui le méprise, il parvient à la conquérir en devenant zombie, mais après l'avoir perdu pour cause d'impuissance, il se prend à aimer Rebecca, son amie d'enfance. Il est le membre le plus équilibré du groupe, recherche des solutions aux situations et tente de calmer ses camarades.
- Konrad : L'électron libre du groupe. Incroyablement soupçonneux et vindicatif, il note toutes les humiliations subies sur un calepin afin de se venger, ce qu'il fera avec une cruauté toute particulière.
- Wurst : Le toxicomane du groupe qui se déplace à bord d'une Volkswagen polonaise non immatriculée. C'est lui qui par son imprudence sera le responsable de la « zombification » du groupe. Il profite de son état de zombie pour expérimenter de nouveaux stupéfiants et gagner des concours de consommation d'alcool. Il séduira sa professeur qui se révélera aussi déjantée que lui.
- Rebecca : La meilleure amie de Philipp, secrètement amoureuse de lui. Membre d'un groupe « gothique », elle participe au rituel qui transforme en zombies les trois garçons, puis découvre la formule pour éliminer ses effets.

## Fiche technique
- Titre : La Nuit des loosers vivants
- Titre original : Die Nacht der lebenden Loser
- Réalisation : Mathias Dinter
- Scénario : Mathias Dinter
- Production : Marion Dany, Mischa Hofmann, Philip Voges
- Musique : Andreas Grimm
- Photographie : Stephan Schuh
- Montage : Cornelie Strecker
- Pays d'origine : Allemagne
- Format : Couleurs - Dolby Digital
- Genre : Comédie horrifique et fantastique
- Durée : 89 minutes
- Date de sortie : 2004

## Distribution
- Tino Mewes : Philip Fleischhacker
- Manuel Cortez (V. F. : Luc Boulad) : Wurst
- Thomas Schmieder : Konrad
- Collien Ulmen-Fernandes : Rebecca
- Hendrik Borgmann : Wolf
- Nadine Germann : Uschi
- Henri Gründler (V. F. : Frédéric Souterelle) : Monsieur Fleischhacker
- Sissi Perlinger : Madame Fleischhacker
- Patricia Thielemann : Madame Niedermacher, la professeur nymphomane
- Tim Wilde : Staline, le professeur d'éducation physique
- Oliver Grober : Gunther
- Tom Lass : Frederik

Source et légende : Version française (V. F.) sur RS Doublage